# Crocidura baileyi
Crocidura baileyi is een zoogdier uit de familie van de spitsmuizen (Soricidae). De wetenschappelijke naam van de soort werd voor het eerst geldig gepubliceerd door Osgood in 1936.

## Voorkomen
De soort komt voor in Ethiopië.